# 438
438（四百三十八、四三八、よんひゃくさんじゅうはち）は自然数、また整数において、437の次で439の前の数である。

## 性質
- 438は合成数であり、約数は 1, 2, 3, 6, 73, 146, 219, 438 である。
  - 約数の和は888。
    - 104番目の過剰数である。1つ前は432、次は440。
    - 約数の和が回文数になる34番目の数である。1つ前は433、次は443。(オンライン整数列大辞典の数列 A028980)
    - 約数関数から導き出される数列 {\displaystyle a_{n}=\sigma (a_{n-1})} はその初期値によって異なる数列になる。異なる数列になる31番目の初期値(最小の値)を表す数である。1つ前は430、次は453。(ただし1を除く)(オンライン整数列大辞典の数列 A257348)
- 438 = 2 × 3 × 73
  - 53番目の楔数である。1つ前は435、次は442。
  - 4 + 3 + 8 = 2 + 3 + 7 + 3 より18番目のスミス数である。1つ前は391、次は454。
- 1/438 = 0.002283105… (下線部は循環節で長さは8)
  - 逆数が循環小数になる数で循環節が8になる9番目の数である。1つ前は411、次は548。
- 各位の和が15になる24番目の数である。1つ前は429、次は447。
- 438 = 72 + 102 + 172 = 102 + 132 + 132 = 112 + 112 + 142
  - 3つの平方数の和3通りで表せる62番目の数である。1つ前は433、次は440。(オンライン整数列大辞典の数列 A025323)
  - 438 = 72 + 102 + 172
    - 異なる3つの平方数の和1通りで表せる111番目の数である。1つ前は436、次は442。(オンライン整数列大辞典の数列 A025339)
- n = 438 のとき n と n + 1 を並べた数を作ると素数になる。n と n + 1 を並べた数が素数になる54番目の数である。1つ前は432、次は440。(オンライン整数列大辞典の数列 A030457)

## その他 438 に関連すること
- ISO 3166-1（JIS X 0304 国名コード）の438は、リヒテンシュタイン。
- バーコード規格、EANの国コード438は、ドイツ。
- ラドロー(USS Ludlow, DD-438)は、アメリカ海軍の駆逐艦。
- コーベジアー(USS Corbesier, DE-438)は、アメリカ海軍の護衛駆逐艦。
- 現在日本にある区検察庁、簡易裁判所の総数はそれぞれ438ヶ所である。